# Moe Oshikiri
Moe Oshikiri (jap. 押切 もえ, Oshikiri Moe; * 29. Dezember 1979 in Ichikawa, Präfektur Chiba, Japan) ist ein japanisches Model. Am bekanntesten wurde sie durch ihre Arbeit für das Modemagazin AneCan und dessen Schwestermagazin CanCam. Sie arbeitete auch als Designerin und brachte ihre eigne Kimonokollektion unter ihrem Namen sowie eine Strumpfkollektion zusammen mit dem CanCam-Modell Yuri Ebihara namens f*ing modesto heraus.

## Biographie
Oshikiri besuchte eine öffentliche Schule in Matsudo. Sie wechselte zur 1. Shōwa-Oberschule, verließ diese jedoch vorzeitig. Hierauf wechselte sie auf die Oberschule Ichikawa-Nishi in Ichikawa und machte dort ihren Abschluss. Während dieser Zeit begann sie ihre Karriere als Modell durch Veröffentlichungen im Teenager Magazin Popteen. Nach einiger Zeit versuchte sie ihr Image zu wechseln und wechselte zum Magazin ViVi. Nachdem dieser Versuch gescheitert war, unterzeichnete sie 2001 einen Vertrag beim Magazin CanCam. Nach sechs Jahren bei CanCam wurde sie zum Top Modell bei AneCan, ein Spin-off von CanCam, das auf Leserinnen im Alter von Mitte bis Ende 20 spezialisiert ist.

## Privatleben
- Ihre Eltern ließen sich scheiden, als sie auf der Mittelschule war.
- Ihr Freund starb, als sie eine Oberschülerin war.
- Im Jahr 2003 nahm sie am Honolulu-Marathon als Läuferin teil. Sie beendete ihn als 1130. in der Wertung der Frauen mit einer Zeit von 4 Std. 32 Min. 17 Sek.
- Im Jahr 2004 nahm sie wieder in Honolulu am Marathon als Begleiterin eines blinden Läufers teil.
- Sie verletzte sich im Februar 2005 in Hawaii ernsthaft.
- Ihre Frisur wurde von ihr ausgedacht. Sie wird manchmal als Oshikiri-maki bezeichnet. Sie ist eine der beliebtesten Frisuren unter jungen berufstätigen Frauen.
- Sie liebt es, Bücher zu lesen. Ihr Lieblingsautor ist Osamu Dazai, insbesondere sein Roman Tsugaru.

| Personendaten    | Personendaten                    |
| ---------------- | -------------------------------- |
| NAME             | Oshikiri, Moe                    |
| ALTERNATIVNAMEN  | 押切 もえ (japanisch)            |
| KURZBESCHREIBUNG | japanisches Model                |
| GEBURTSDATUM     | 29. Dezember 1979                |
| GEBURTSORT       | Ichikawa, Präfektur Chiba, Japan |